# Albertine Élisabeth de Champcenetz
Albertine Élisabeth de Nyvenheim, dite la baronne de Nieukerque, née le 30 octobre 1742 aux Pays-Bas, morte en exil forcé à Fontainebleau en 1805, est une aristocrate et espionne franco-hollandaise. Elle est une femme en vue à la cour de Louis XV et de Louis XVI, soutient les patriotes hollandais, entre dans l’activisme contre-révolutionnaire et est plusieurs fois arrêtée pour des motifs politiques.

## Biographie

### Une presque favorite
Issue d'une famille noble mais désargentée, fille de Johan Gijsbert van Neukirchen genaamd Nijvenheim, heer van Driesberg, directeur de la chevalerie de Clèves, vice-président de la Cour de justice du duché de Clèves, et de Seina Margriet van Wijhe, vrouwe van Eck en Wie, Mlle de Nyvenheim, de confession protestante, épouse un riche négociant et propriétaire colonial, Gerhard Pater. Venue avec lui à Paris, elle s’y fait remarquer par sa beauté et son charme. 
Greuze peint d’elle un portrait demeuré célèbre.  
Retournée aux Pays-Bas, elle fait prononcer son divorce et revient à Paris sous le nom de baronne de Nieukerque. Remarquée par Louis XV, une intrigue est montée dans le but de lui faire prendre la place de la comtesse du Barry, la favorite en titre. Elle obtient de lui une pension de 12 000 livres. 
En 1779, elle épouse le marquis de Champcenetz, gouverneur du château des Tuileries et devient sa troisième femme. Il est le père du chevalier de Champcenetz qui ne s’entend pas avec sa belle-mère. Dans le courant des années 1780, Mme de Champcenetz se lie d’amitié avec les membres de la famille de Polignac et avec le comte de Vaudreuil. On dit qu’elle fut la maîtresse du prince de Ligne. Riche propriétaire, elle possède un appartement somptueux dans le château royal de Meudon, un hôtel particulier ouvrant (avant 1784) sur les jardins du Palais-Royal, et des domaines à Neuilly et Soisy. Sa fortune considérable vient essentiellement des revenus de plantations et mines de diamants au Suriname. Elle met à profit cette fortune pour soutenir l’insurrection des patriotes hollandais. Des documents inexploités la concernant sont conservés aux archives diplomatiques des Pays-Bas.

### Une contre-révolutionnaire
En 1789, Mme de Champcenetz émigre avec les Polignac et revient en France où, comme étrangère, elle pense n’avoir rien à craindre. Dans la correspondance du comte d’Artois avec le comte de Vaudreuil, il est souvent question d’elle et de son dévouement à la cause royaliste. Arrêtée le 9 février 1794 sous le prétexte de manœuvres contre-révolutionnaires et correspondances avec l’émigration, elle est détenue plusieurs mois à la prison des Anglaises. Réchappée de la guillotine, elle ne cesse pas de correspondre avec l’émigration tandis que sa sœur, la duchesse de Brancas, l’amie intime du baron de Breteuil émigré, fait les honneurs du salon de Barras. Sous le Consulat, Mme de Champcenetz est l'une des plus actives opposantes au nouveau régime, et après le consulat à vie elle sert d’intermédiaire aux émigrés et favorise les menées anglo-royalistes, en concertation avec le comte de Vaudreuil. 
Agente à Paris du comte d’Artois, Mme de Champcenetz est partie prenante dans le complot de Pichegru et elle est arrêtée après la rupture de la paix d'Amiens et la révélation des conspirations anglaises. Condamnée à l’exil, elle obtient de vivre retirée à Fontainebleau où elle meurt en 1805.
Félicité de Genlis dit d’elle que « Sa beauté commençait à passer, mais elle était encore charmante. On pouvait dire d’elle ce que madame de Sévigné dit de madame Dufresnoy, maîtresse de M. de Louvois, qu’elle était toute recueillie dans sa beauté. Le soin de montrer le plus petit pied, ses jolies mains, et de varier ses attitudes, l’occupaient trop visiblement. »

### Portrait
Son portrait, peint en 1770 par Jean-Baptiste Greuze, est adjugé pour 143.000 euros le 18 septembre 2022 par le ministère de l'étude Daguerre, commissaire-priseur à Paris.